# Мамров, Василий Яковлевич
Василий Яковлевич Мамров — советский хозяйственный, государственный и политический деятель, Герой Социалистического Труда.

## Биография
Родился в 1928 году в Костанайской области. Член КПСС.
С 1954 года — на хозяйственной, общественной и политической работе. В 1954—2002 гг. — главный агроном колхоза «Путь к коммуне» в селе Молоково Ленинского района Московской области, главный агроном колхоза имени Максима Горького Ленинского района, председатель колхоза, консультант колхоза-племзавода имени Максима Горького Ленинского района Московской области.
Указом Президиума Верховного Совета СССР от 17 августа 1988 года присвоено звание Героя Социалистического Труда с вручением ордена Ленина и золотой медали «Серп и Молот».
Заслуженный агроном РСФСР. Почётный гражданин Московской области (22.10.1999).
Умер в селе Молоково Ленинского района в 2013 году.